# バンジャマン・ケイゼル
バンジャマン・ケイゼル（Benjamin Kayser、1984年7月26日 - ）は、フランスの元ラグビーユニオン選手。

## プロフィール
- フランス・パリ出身。
- ポジションはフッカー(HO)。
- 身長 183cm、体重 112kg
- フランス代表通算キャップ数は37。
- ラグビーワールドカップ2015のフランス代表に選ばれた[1]。

## 略歴
スタッド・フランセ、レスター・タイガース、スタッド・フランセ、カストル・オランピックを経て、2011年、ASMクレルモンに加入。 
2019年、現役を引退した。 